# Gymnocalycium pugionacanthum
Gymnocalycium pugionacanthum är en kaktusväxtart som beskrevs av Curt Backeberg och H. Till. Gymnocalycium pugionacanthum ingår i släktet Gymnocalycium och familjen kaktusväxter. Inga underarter finns listade i Catalogue of Life.